# Ottavio Gaetani
Ottavio Gaetani (Siracusa, 22 aprile 1566 – Palermo, 8 marzo 1620) è stato un gesuita e storico italiano.
È considerato il padre degli studi di agiografia siciliana ed uno dei maggiori storici siciliani del XVI secolo.

## Biografia
Nacque a Siracusa il 22 aprile del 1566 da una famiglia nobile: il padre Barnaba Gaetani era marchese di Sortino, la madre, Gerolama Perno, figlia del barone di Floridia. Ottavio ebbe come fratelli Giulio Cesare, dottore in legge, Domizio, dottore in teologia e canonico della cattedrale di Siracusa, Onorato, dottore in legge, Alfonso, gesuita, Costantino, abate benedettino, direttore della Biblioteca vaticana nonché segretario di Pio V e prefetto della Congregazione de Propaganda Fide, Giovanna e Angelica Maria.
Sin dall'infanzia mostrò indole religiosa e decise di dedicarsi alla vita ecclesiastica. Entrò a far parte della Compagnia di Gesù il 20 maggio del 1582, quando la sua vocazione sacerdotale fu consolidata da una visione avuta mentre pregava nella chiesa del Collegio gesuitico di Siracusa: vide una grande fiamma risplendere sopra la testa del Crocifisso.
La sua decisione di entrare nella Compagnia di Gesù provocò la netta opposizione del padre, che pose il veto. Ma avendo in seguito superato la reazione paterna, si recò nel Collegio gesuitico di Messina per compiervi il noviziato.
Nel 1592 si trasferì a Roma a studiare presso la Curia generalizia, dove conobbe il generale dell'Ordine Claudio Acquaviva e il suo segretario Jacques Sirmond, con i quali strinse una sincera amicizia.
Dopo avere completato il corso di studi ed essendo stato già ordinato sacerdote, fu, nell'anno 1597, rimandato in Sicilia come magistratum del collegio di Messina, ma egli, per motivi non noti, preferì stabilirsi a Palermo, dove fu molto stimato dai confratelli per le sue virtù spirituali. Le fonti attestano che dormiva su nude tavole e si flagellava cruentemente.
In questo periodo si colloca la gestazione della sua opera maggiore le Vitae Sanctorum Siculorum, composta secondo l'originario progetto dell'Idea operis de vitis siculorum sanctorum famave sanctitatis illustrium Deo volente bonis iuvantibus in lucem prodituri. Gaetani, concepì quindi l'ambizioso progetto di un'opera sulle vite dei santi siciliani, che si inseriva nel rinnovato interesse per l'agiografia, secondo gli indirizzi propri della Riforma cattolica.
Nel 1598, in occasione della morte del re Filippo II di Spagna, il Senato palermitano incaricò Ottavio Gaetani di comporre e recitare in cattedrale un'orazione funebre, che venne data alle stampe nel 1601.
Nel 1600, secondo una leggenda, una donna avrebbe più volte tentato di intaccare la sua castità e di ucciderlo, ma Gaetani sarebbe stato salvato per intervento di sant'Ignazio di Loyola, di cui era assai devoto.
Nel 1603 fu rimandato a dirigere il collegio di Messina e nel 1607 fu temporaneamente trasferito a Catania e nel 1608 venne mandato nuovamente a Palermo dove rimase sino alla morte.
Nel 1610 pubblicò il De die natali S. Nymphae Virginis ac martyris Panhormitanae, dedicato al cardinale genovese Giannettino Doria, arcivescovo di Palermo.
La leggenda vuole ancora che nel 1611 Ottavio Gaetani avrebbe avuto una mirabile visione: gli sarebbero apparsi la Madonna, il Bambino e schiere di angeli. Nel settembre del 1614 venne posto a capo di Casa Professa e dopo poco tempo divenne Preposto del Collegio del Gesù Grande: nel giro di poco tempo riuscì a migliorare la situazione finanziaria del collegio palermitano, che era vessato da forti debiti.
Nel 1611, a causa di una malattia, lasciò tutti gli incarichi e il rettorato di Casa Professa venne affidato al padre Girolamo Tagliavia. In questo periodo Gaetani riuscì a dare alle stampe l'Idea operis. Dopo una lunga malattia l'8 marzo 1620 morì, lasciando inedite e incomplete le Vitae Sanctorum Siculorum e l'Isagoge ad Historiam sacram siculam.
Ottavio Gaetani riuscì a procurarsi molti rari manoscritti ricorrendo a una fitta rete di corrispondenti e collaboratori, soprattutto il fratello Costantino, celebre bibliofilo, che da Roma gli inviò molti codici, e il gesuita Jacques Sirmond. Il suo confratello Agostino Fiorito (1580-1613), professore di greco a Palermo, tradusse per lui dal greco un gran numero di vite, encomi ed inni di santi. Gaetani si servì anche di traduzioni precedenti, realizzate da Luigi Lippomano, Francesco Maurolico, Jacques Sirmond e Francesco Rajato S.J. (1578–1636). Dopo la sua morte il manoscritto delle Vitae venne curato da Pietro Salerno S.J.
Le Vitae Sanctorum Siculorum, ancora oggi fondamentali per lo studio della storia siciliana, constano « di due tomi in folio, per un totale di 825 pagine, le quali contengono 200 testi relativi a più di 120 Santi – Vite, Traslazioni, Panegirici, Sermoni, Inni – e le Animadversiones – storiche, filologiche e agiografiche – aggiunte a commento dallo stesso Gaetani. » Molte delle Vite curate da Gaetani sono state incluse in Acta Sanctorum (Aprilis, Tom. II, p. 470; Junii, Tom. II, p. 241; Julii, Tom. VII, p. 177; Augusti, Tom. II, p. 174, etc.)
Gaetani altre alle predette opere scrisse Theodosi monachi epistola ad Leonem archidiaconum, de syracusanae expugnatione e Notae in B. Conradi historiam a Vincentio Littara compendio perscriptam.
I suoi manoscritti si conservano principalmente a Palermo, presso la Biblioteca centrale della Regione Siciliana, e a Roma, presso l'archivio storico della Compagnia di Gesù.

## Opere
- (LA) Ottavio Gaetani, Octavii Caetani Syracusani e Societate Iesu De die natali S. Nymphae Virginis ac martyris Panhormitanae, Panormi, apud Ioannem Antonium de Franciscis impressorem cameralem, 1610. URL consultato l'8 luglio 2019.
- (LA) Ottavio Gaetani, Idea operis de vitis sanctorum Siculorum, Panormi, apud Erasmum Simeonem & socios, 1617. URL consultato il 6 luglio 2019.
- (LA) Ottavio Gaetani, Vitae Sanctorum Siculorum ex antiquis Graecis Latinisque monumentis, & vt plurimum ex m.s.s. codicibus nondum editis collectae, aut scriptae, digestae iuxta seriem annorum Christianae epochae, & animaduersionibus illustratae, vol. 1, Panormi, Cirilli, 1657 (postuma). URL consultato il 6 luglio 2019.
- (LA) Ottavio Gaetani, Vitae Sanctorum Siculorum ex antiquis Graecis Latinisque monumentis, & vt plurimum ex m.s.s. codicibus nondum editis collectae, aut scriptae, digestae iuxta seriem annorum Christianae epochae, & animaduersionibus illustratae, vol. 2, Panormi, Cirilli, 1657 (postuma). URL consultato il 6 luglio 2019.
- (LA) Ottavio Gaetani, Isagoge ad historiam sacram Siculam, Panormi, apud Vincentium Toscanum Coll. Pan. Soc. Jesu typographum, 1707 (postuma). URL consultato il 6 luglio 2019.
- (LA) Ottavio Gaetani, Isagoge ad historiam sacram Siculam (editio novissima auctior et emendatior), in Johann Georg Graeve, Pieter Burman il Vecchio (a cura di), Thesaurus Antiquitatum et Historiarum Siciliae, vol. 2, Leida, excudit Petrus Vander Aa, 1723,  pp. 1-234.